# シンシア 〜Sincerely to You〜
『シンシア 〜Sincerely to You〜』は、ウィルプラスのブランド・Sincereから2004年4月23日 に発売されたアダルトゲームであり、同ブランドのデビュー作である。

## あらすじ
ある日、東部森林地帯へ一機の旅客機が領空侵犯してしまう。空軍の兵士である主人公・坂月 純夜は本部へ民間機であることを告げる。本部から撃墜命令を受けた主人公はその通りにする。
その後、この一見は大ごととなり、主人公は軍法会議にかけられた末、軍から追放される。
それから数年後、この機体に搭乗していたシンシア・キュリオが見つかるも、事故のショックで記憶を失っていた上、野生動物に育てられていたらしく、人間性をほとんど失っていた。
友人のリック・ニコルズがシンシアの担当医であることを知った主人公は、償いのため、素性を伏せたうえでカウンセラーとしてシンシアのリハビリに臨む。

## 登場人物
坂月 純夜（さかつき じゅんや）
本作の主人公。
シンシア・キュリオ
声：まきいづみ
本作のヒロイン。父とともに登場していた旅客機の撃墜により野生児となった。
マリアヴェル・キュリオ
声：茶谷やすら
シンシアの姉。
八代 瀬緒（やしろ　せお）
声：一色ヒカル
キュリオ家のメイドで、もともとはキュリオ家の取引相手の娘だったが、肉親の死によりキュリオ家に引き取られた。
シー・キュリオ
声：本条真琴
シンシアたちの母で、亡き夫の遺志を継ぎ平和活動にいそしんでいる。
リック・ニコルズ
声：下野薫
シンシアの担当医。もともとは軍医だったが、軍を去り、民間の医者となった。
フィズ・コロネール
声：児玉さとみ
キュリオ家の料理人。
セルジオ・Ｌ・マイン
声：オカテツ
キュリオ家の執事。
アンデレ・ヨゼル神父（アンデレ）
キュリオ家の援助を受けている教会の神父。

## 制作
シナリオ担当の夏椿は大工やホストといった仕事をする中でヒューマンドラマを作ろうと考え、ウィルに入社した。それから2年後、夏椿は新しいブランドを立ち上げる機会を得、かわいい女の子の出てくる泣きゲーを作ろうと考え、Sincereを立ち上げた。
題名は「シンシア ～Sinerely to You～」は、『真心を君へ』にちなんでつけられた。
ストーリー執筆が先行して行われた。著名な原画家を採用すると過去作のイメージに引きずられてしまう可能性があり、夏椿は新しいブランドだから新鮮味のある作家と組みたいと考えていたものの、なかなか有能な無名の作家は見つからなかった。その矢先、関係者からEinを紹介され、温かな絵柄や信頼のおける人柄から、原画家として起用された。Einが描いたヒロイン・シンシアのデザインは夏椿の思ったとおりだったと、「Galge.com」とのインタビューの中で振り返っている。